# Zwartbuikzandhoen
Het zwartbuikzandhoen (Pterocles orientalis) is een vogel uit de familie van de zandhoenders (Pteroclididae).

## Kenmerken

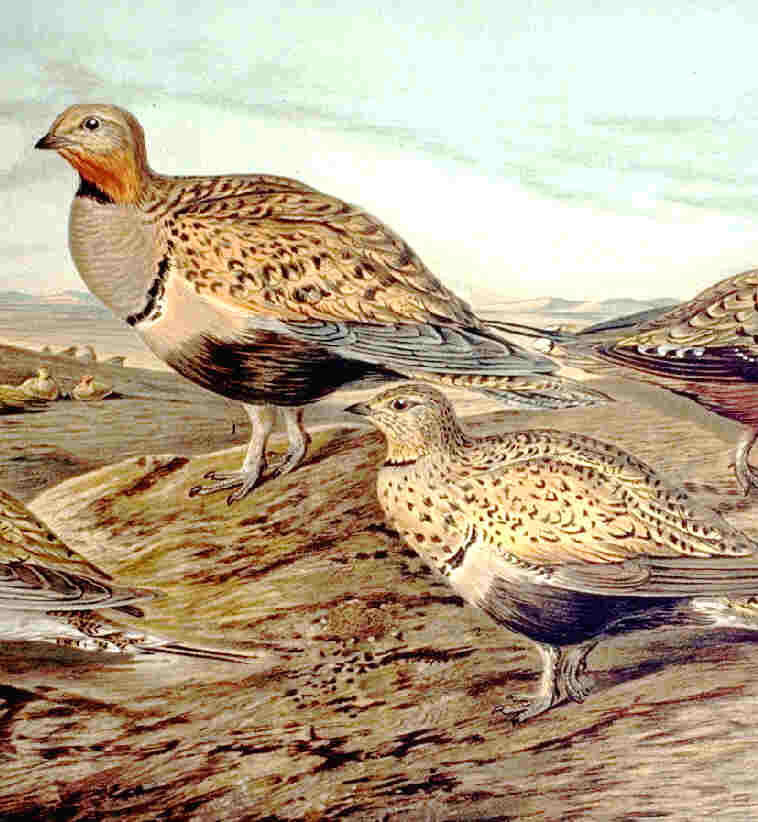
Zwartbuikzandhoen (links mannetje, rechts vrouwtje)
(1905), Johann Friedrich Naumann

De vogel is 30 tot 35 cm lang. Beide geslachten hebben een kenmerkende zwarte buikvlek en een zwarte borstband. Het mannetje heeft een grijze borst en kop, een oranje vlek op de wang en keel en een geelbruin met grijze bovenzijde. De keel is in het midden zwart. Het vrouwtje is geheel zandbruin gemarmerd met een gevlekte borst en een lichtoranje vlek op de wang. De vogels bezoeken drinkplaatsen meestal 's ochtends en vliegen hiervoor soms grote afstand, tot 30 kilometer.

## Broeden

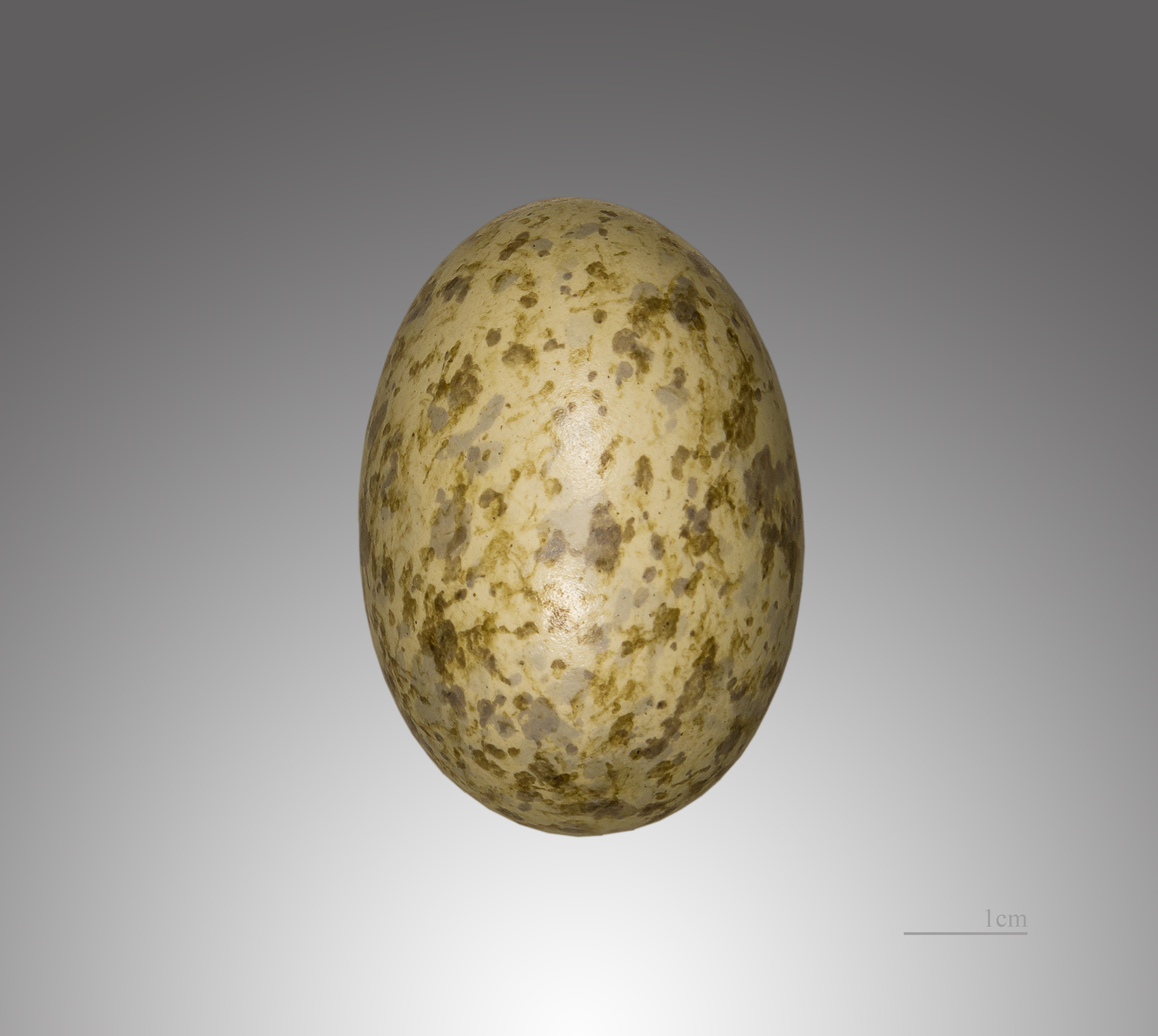
Ei

Het broedseizoen duurt van eind april tot begin augustus. De twee of drie groenige eieren worden op de grond gelegd op wat stro en plantenmateriaal. Beide ouders broeden, wat meteen na het leggen van het eerste ei begint, waarschijnlijk als bescherming tegen de hete zon. Ze broeden 20-22 dagen. De ouders zorgen voor water voor de jongen door dit in hun buikveren te absorberen en het op deze manier naar het nest te brengen.

## Voedsel
Zwartbuikzandhoenders eten zaden en scheuten.

## Verspreiding en leefgebied
Deze soort komt voor op het Iberisch Schiereiland, Noordwest-Afrika, de Canarische Eilanden en van Turkije tot Nepal en West-China. De zuidelijke vogels zijn standvogels, de noordelijke exemplaren trekken naar het zuiden.
De soort telt twee ondersoorten:
- P. o. orientalis: van de Canarische Eilanden, het Iberisch Schiereiland en Marokko tot westelijk Iran.
- P. o. arenarius: van Kazachstan tot zuidelijk Iran en Afghanistan, oostelijk tot noordwestelijk China.

Het leefgebied bestaat uit halfwoestijnen, droge, zanderige gebieden en berghellingen tot boven de 1000 meter hoogte. De vogel is minder gebonden aan gebieden met een hoge gemiddelde temperatuur dan de overige soorten zandhoenders. Verder wordt de vogel ook waargenomen in extensief beweid gebied met struikgewas en op braakliggende akkers in aride gebieden.

## Status
Het zwartbuikzandhoen heeft een groot verspreidingsgebied en daardoor is de kans op de status kwetsbaar (voor uitsterven) gering. De grootte van de wereldpopulatie werd in 2004 ruw geschat op 0,5 tot 4 miljoen individuen. De populaties gaan in aantal achteruit. Echter, het tempo ligt onder de 30% in tien jaar (minder dan 3,5% per jaar). Om deze redenen staat dit zandhoen als niet bedreigd op de Rode Lijst van de IUCN.

## Gelijkende soorten
- Witbuikzandhoen
- Goudplevier (in vlucht)